# Benediktinerabtei Maylis

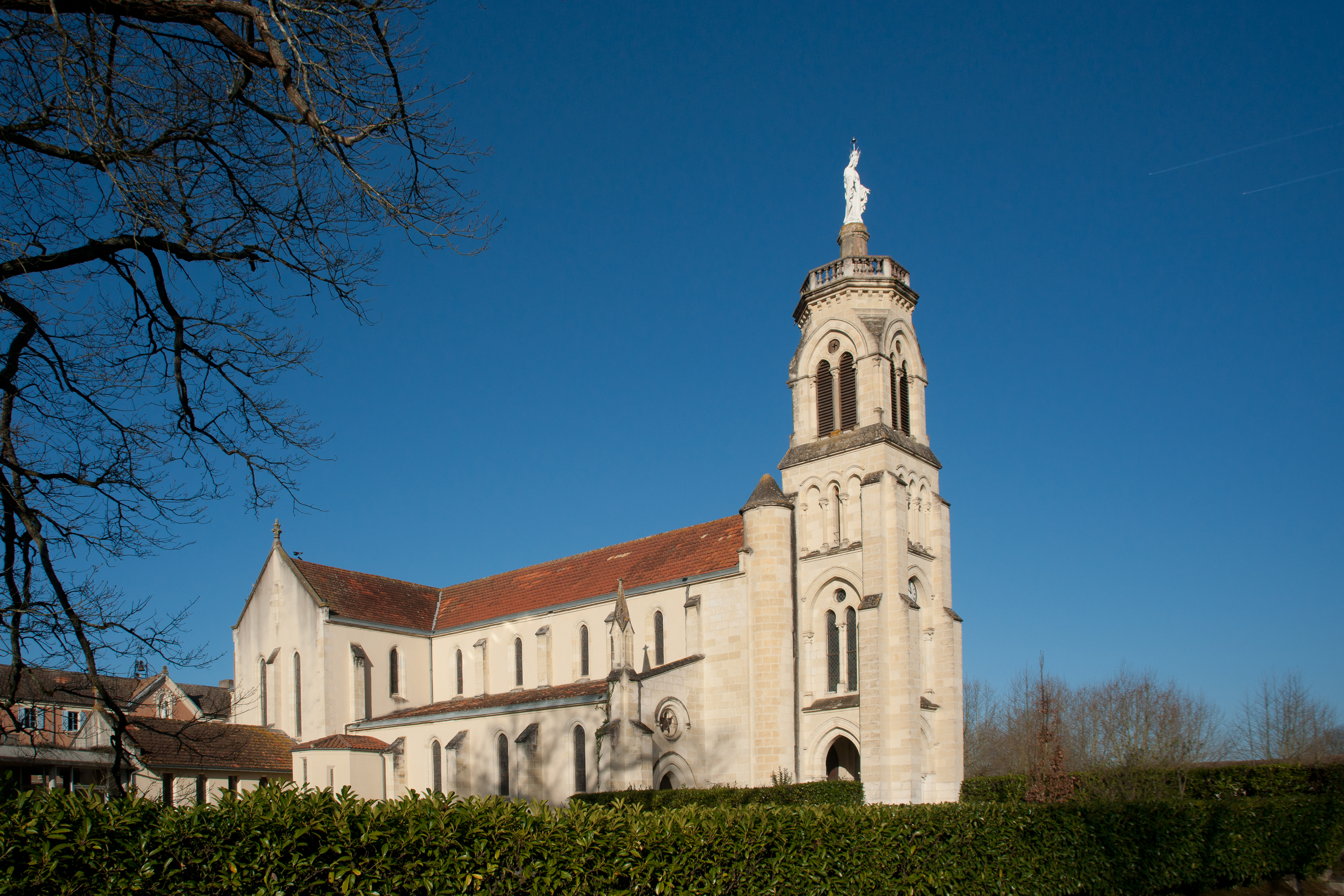
Abteikirche Notre-Dame

Die Benediktinerabtei Maylis (auch: Notre-Dame de Maylis) ist ein Kloster der Olivetaner in Maylis, Département Landes (Bistum Aire und Dax) in Frankreich. Die zum Kloster gehörende mittelalterliche Kapelle ist seit 1976 als Monument historique in die Liste der Baudenkmäler in Frankreich aufgenommen.

## Geschichte
Die an dem marianischen Gnaden- und Wallfahrtsort Maylis (25 km südwestlich Mont-de-Marsan) ansässigen diözesanen Missionspriester Joseph Gorce und Joseph Lagrace traten 1936 in das von Emmanuel André gegründete Olivetanerkloster in Mesnil-Saint-Loup (westlich Troyes) ein und nahmen die Ordensnamen Augustin und Fulgence an. 1938 gründeten sie am Ort Tourtarel in Colayrac-Saint-Cirq, bei Agen, eine Benediktinergemeinschaft (Priorat Tourtarel). Sie wurde 1946 nach Maylis verlegt und dort 1948 zur Abtei erhoben (erster Abt: Augustin Gorce). 1951 wurde die auf einem Hügel weithin sichtbare große Kirche (aus dem 19. Jahrhundert) feierlich eingeweiht. Daneben existiert eine Kapelle aus dem 13. Jahrhundert. Das Kloster beherbergt derzeit etwa 20 Mönche.